# تباشیر خزری
تباشیر خودروی یا تباشیر خزری (نام علمی: Saccharum spontaneum) نام یک گونه از سرده نیشکر است.